# Samuel Francis

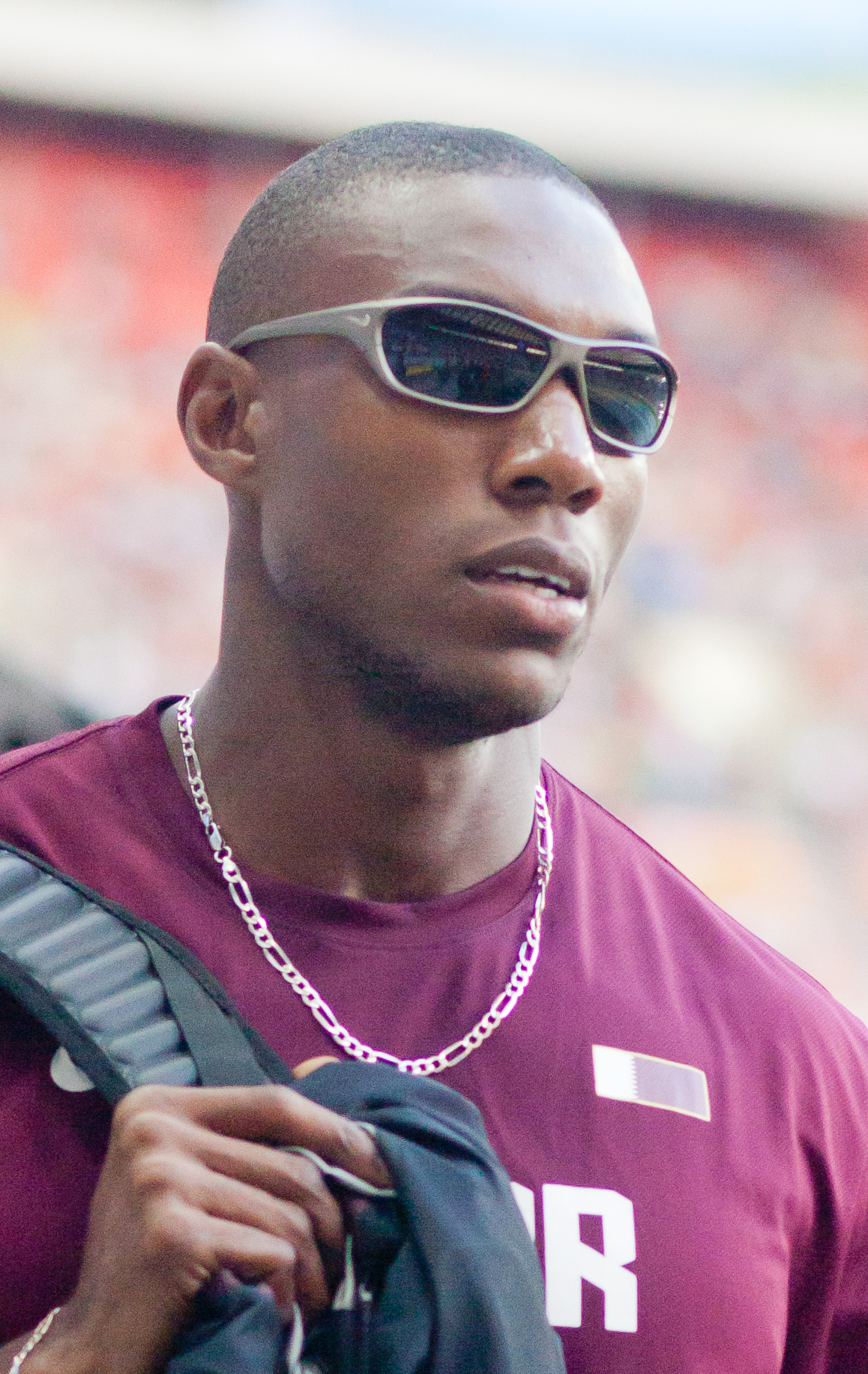
Samuel Francis, 2013.

Samuel Adelebari Francis, född 27 mars 1987 i Port Harcourt i Nigeria, är en nigeriansk-qatarisk kortdistanslöpare på internationell elitnivå. Francis innehar det asiatiska rekordet på 100 meter.

## Biografi
Francis, född i Nigeria, blev qatarisk medborgare i april 2007 och började tävla för sitt nya hemland i juli samma år.

## Meriter
Vid asiatiska mästerskapen 2007 vann Francis guldmedaljen på 100 meter genom att i finalen putsa Koji Itos asiatiska rekord med en hundradels sekund till 9,99, en rejäl förbättring av det personliga rekordet, som innan tävlingarna lydde 10,35.
Vid OS 2008 i Peking tog sig Francis till semifinal där han kom sist med 10,20.

## Personliga rekord
| Distans            | Tid     | Vind     | Stad, datum            | Anmärkning       |
| ------------------ | ------- | -------- | ---------------------- | ---------------- |
| 100 meter          | 9,99 s  | 0,90 m/s | Amman, 26 juli 2007    | Asiatiskt rekord |
| 200 meter          | 20,61 s | 1,60 m/s | Sofia, 30 juni 2008    |                  |
| 60 meter (inomhus) | 6,54 s  |          | Macau, 30 oktober 2007 |                  |